# 巴倫廷·卡斯特利亞諾斯
瓦連廷·馬里亞諾·何塞·卡斯特利亞諾斯·吉梅內斯（西班牙語：Valentín Mariano José Castellanos Giménez；1998年10月3日—），阿根廷足球運動員，現時效力意甲球隊拉素。

## 職業生涯

### 早期
卡斯特利亞諾斯出道於智利球隊智利大學，其後輾轉加盟美國職業足球大聯盟球隊紐約城。

### 紐約城
2020/21球季，卡斯特利亞諾斯以19個聯賽入球成為聯賽神射手，而2021/22球季，他在17場聯賽中取得了13個入球和2個助攻。因為兩季的出色表現，獲同為英超曼城姊妹球隊的西甲球隊赫羅納相中，在翌季轉戰較高水平的西班牙聯賽。

### 赫羅納
2023年4月25日，卡斯特利亞諾斯在西甲聯賽幫助赫羅納主場4-2擊敗皇家馬德里，成為自1947年12月以來首位在西甲一場攻入皇馬四球的球員。

## 榮譽

### 球會
蒙特維多城扭矩
- 烏拉圭足球乙級聯賽冠軍 : 2017

紐約城
- 美職聯盃冠軍 : 2021[3]

### 國家隊
阿根廷U23
- CONMEBOL Pre-Olympic Tournament: 2020

### 個人
- 紐約城每月最佳球員:  2021年8月,[4]2021年9月[5]
- 美職每月最佳球員: 2020年10月及11月,[6]2021年8月[7]
- 美職金靴獎： 2021[8]
- 美職最佳十一人: 2021[9]

## 外部連結
- 巴倫廷·卡斯特利亞諾斯的Instagram帳戶
- Profile （页面存档备份，存于）赫羅納網站
- Profile （页面存档备份，存于）紐約城網站